# Dorotea Carlota de Brandenburg-Ansbach
Dorotea Carlota de Brandenburg-Ansbach (en alemany Dorothea Charlotte von Brandenburg-Ansbach) va néixer a Ansbach (Alemanya) el 28 de novembre de 1661 i va morir a Darmstadt el 15 de novembre de 1705. Era filla de filla d'Albert II de Brandenburg-Ansbach (1620-1667) i de la seva segona dona Sofia Margarida d'Oettingen-Oettingen (1634-1664).
L'1 de desembre de 1687 es va casar a Darmstadt amb Ernest Lluís de Hessen-Darmstadt (1667-1739), fill de Lluís VI de Hessen-Darmstadt (1630-1678) i d'Elisabet Dorotea de Saxònia-Gotha-Altenburg (1640-1709). El matrimoni va tenir cinc fills: 
- Dorotea Sofia (1689-1723), casada amb el comte Joan de Hohenlohe-Oerhingen (1683-1765)

- Lluís VIII (1691-1768), casat amb Carlota de Hanau-Lichtenberg (1700-1726)

- Carles Guilleme (1693-1701)

- Francesc Ernest (1695-1717)

- Frederica (1698-1777), casada amb Maximilià Hessen (1689-1753).